# Tacy jak my
Tacy jak my (ang. The Sum of Us) – australijski komediodramat z 1994 roku w reżyserii Geoffa Burtona i Kevina Dowlinga. Adaptacja sztuki teatralnej Davida Stevensa pod tym samym tytułem. Zdjęcia kręcono w Sydney.

## Fabuła
Mieszkający na przedmieściu Sydney wdowiec, Harry Mitchell, samotnie wychowuje 20-letniego syna, Jeffa. Chłopak jest gejem i doskonale radzi sobie w życiu, ciesząc się pełną akceptacją i szacunkiem ojca. Harry stara się zapełnić pustkę po utracie żony i w porozumieniu z synem decyduje się, poprzez biuro matrymonialne, znaleźć nową towarzyszkę życia. Gdy wreszcie udaje mu się znaleźć kobietę, która może być właściwą kandydatką na żonę, okazuje się ona nietolerancyjną homofobką. Kobieta obraża Jeffa w rozmowie z Harrym, gdy ten otwarcie informuje ją, że ma syna geja. Po tym incydencie Harry natychmiast zrywa z nią znajomość. Z kolei Jeff chce również na stałe znaleźć partnera swojego życia. Poznaje młodego ogrodnika, Grega. Chłopak jest nieśmiały i jego rodzice nie wiedzą o jego homoseksualizmie, przez co nie umie odnaleźć się w rodzinie Jeffa, korzystającego z pełnej wolności obyczajowej. Pod wpływem Jeffa zmienia się i decyduje się wziąć udział w dorocznej paradzie środowisk LGBT w Sydney. Ponieważ ojciec Grega widzi go w relacji telewizyjnej z parady, postanawia wyrzucić go za to z domu. Greg się usamodzielnia, ale jednocześnie zrywa kontakty z Jeffem. Ojciec Harry doznaje udaru mózgu na skutek wylewu. Jeff przejmuje pełną opiekę nad sparaliżowanym ojcem. Podczas przypadkowego spotkania na zakupach Greg odnawia kontakt z rodziną Mitchelów. Kandydatka na żonę, homofobka, przełamuje się i zmienia nastawienie do Jeffa, odwiedza sparaliżowanego niedoszłego męża oraz przeprasza Jeffa za swoje słowa o nim. Greg daje do zrozumienia Jeffowi, że postanawia związać się z nim na stałe, zamieszkać u niego i wspólnie opiekować się Harrym.

## Styl narracji oraz przesłanie filmu
W filmie zastosowano rzadką dla filmów fabularnych formę narracji, w której co jakiś czas wszyscy obecni na planie aktorzy i statyści nieruchomieją. Akcja zamiera, a aktor wypowiada słowa komentarza do danej sceny, patrząc w oczy widza. W ten sposób np. aktor odgrywający scenę leżącego w łóżku lub siedzącego w wózku inwalidzkim sparaliżowanego człowieka, w czasie wyjaśniania swoich odczuć, porusza się normalnie, podczas gdy wszyscy wokoło zamierają w bezruchu.

## Obsada
- Jack Thompson – Harry Mitchell
- Russell Crowe – Jeff Mitchell
- John Polson – Greg
- Deborah Kennedy – Joyce Johnson
- Joss Moroney – Jeff jako dziecko
- Mitch Matthews – Gran
- Julie Herbert – Mary
- Des James – trener drużyny
- Mick Campbell – piłkarz
- Donny Muntz – Ferry Captain
- Jan Adele – barmanka
- Rebekah Elmaloglou – Jenny Johnson
- Lola Nixon – Desiree
- Sally Cahill – matka Grega
- Bob Baines – ojciec Grega
- Paul Freeman – George
- Walter Kennard – barman
- Stuart Campbell – Leather Man